# Josep Pintat Forné
Josep Pintat Forne (San Julián de Loria, 31 de agosto de 1960 es político y economista andorrano.

## Biografía
Es candidato a jefe de Gobierno del Principado de Andorra en las elecciones al Consejo general del 7 de abril de 2019. Dirige el partido político Tercera Vía. Hijo de Josep Pintat Solans y primo de Albert Pintat Santolaria, jefes de Estado en legislaturas anteriores. Está casado y tiene dos hijos, Josep y Eric Pintat Baltà.
Trabajó en Unión Laurediana y Liberales de Andorra. Entre 1988 y 1991 fue concejal de Hacienda del municipio de San Julián de Loria. Ocupó dos veces la cartera de cónsul mayor de San Julián de Loria, entre 2004-2007 y 2008-2011. Durante la última legislatura de la Consejo General (2015-2019), Josep Pintat ha sido consejero jurídico general. Primero como presidente del grupo parlamentario liberal y más tarde, tras su escisión, formó parte del grupo mixto, junto con los concejales de Unión Laurediana-Independientes de La Massana, Josep Majoral, Carine Montaner, Carles Naudi y Joan Carles Camp. Durante este período también fue miembro del Comité Legislativo de Política Exterior. Actualmente, dirige el partido político Tercera Vía.